# Longitarsus nigerrimus
Longitarsus nigerrimus es una especie de insecto coleóptero de la familia Chrysomelidae. Fue descrita científicamente en 1827 por Gyllenhaal.